# ...a tutte le auto della polizia...
Pour plus de détails, voir Fiche technique et Distribution.
...a tutte le auto della polizia... est un film italien réalisé par Mario Caiano, sorti en 1975, avec Antonio Sabàto, Luciana Paluzzi, Enrico Maria Salerno et Gabriele Ferzetti dans les rôles principaux.

## Synopsis
Fiorelle Icardi, une jeune fille de seize ans originaire de la ville de Rome, disparaît. Son père, le chirurgien Icardi (Gabriele Ferzetti), demande à la police de la retrouver. Carraro (Enrico Maria Salerno), le chef de la police, confie l'enquête au commissaire Fernando Solmi (Antonio Sabàto) et à sa collègue Giovanna Nunziante (Luciana Paluzzi). Ces derniers retrouvent le corps de la jeune fille dans un lac de la région romaine, assassinée d'une balle, et après l'autopsie, découvre qu'elle était enceinte de trois mois. Le duo mène alors son enquête, malgré la pression d'hommes politiques et hommes d'affaires locaux qui aimeraient que cette affaire soit rapidement conclue.

## Fiche technique
- Titre : ...a tutte le auto della polizia...
- Titre original : ...a tutte le auto della polizia...
- Réalisation : Mario Caiano
- Scénario : Fabio Pittorru (it) et Massimo Felisatti
- Production : Renato Angiolini[1]
- Photographie : Pier Luigi Santi
- Montage : Romeo Ciatti
- Musique : Lallo Gori
- Décors : Renato Postiglione
- Costumes : Orietta Nasalli-Rocca
- Société(s) de production : Jarama Film et Capitol International
- Pays de production :  Italie
- Langue : Italien
- Format : Couleur, Eastmancolor[1]
- Genre : Poliziottesco, giallo
- Durée : 100 minutes
- Date de sortie : 
  - Italie : 28 août 1975

## Distribution
- Antonio Sabàto : le commissaire Fernando Solmi
- Luciana Paluzzi : Giovanna Nunziante
- Enrico Maria Salerno : Carraro, le chef de la Squadra mobile
- Gabriele Ferzetti : le professeur Icardi
- Elio Zamuto (it) : le professeur Giacometti
- Ettore Manni : Enrico Tummoli
- Bedy Moratti : Emilia Icardi
- Gloria Piedimonte : Carla
- Tino Bianchi : un commissaire
- Margherita Horowitz : Antonietta, la femme de ménage
- Franco Ressel : le gynécologue
- Marino Masè : Franz Pagano
- Salvatore Billa (it)
- Ida Di Benedetto
- Attilio Dottesio
- Andrea Lala (it)
- Valentino Macchi
- Adriano Amidei Migliano (it)
- Fulvio Mingozzi
- Andrea Scotti
- Ilona Staller

## Autour du film
- Le film se déroule dans la région du Latium et plus particulièrement dans la ville de Rome et dans la zone des Castelli Romani. Le lac d'Albano et la villa de Corcolle (it) sont notamment visibles[2] dans le film.

## Critique
Après un début un peu lent de 45 minutes, le film retrouve le genre du giallo : 
« Don't let the opening forty-five minutes of this film force you to question why you're watching a rather pedestrian cop thriller because there is a murderthat abruptly changes the entire tone of the film. It involves the death of a character by straight razor and it's as nasty as any murder in the giallo genre. »
« Ne laissez pas les quarante-cinq premières minutes de ce film vous obliger à vous demander pourquoi vous regardez un thriller policier plutôt plan-plan, car il y a un meurtre qui change brusquement tout le ton du film. Il s'agit de la mort d'un personnage avec un rasoir et c'est aussi méchant que n'importe quel meurtre dans le genre giallo. »
Une réalisation très personnelle de Caiano:
« A tutte... begins with detailed police procedures and focuses on character development rather than action. Accordingly, the result is one of director Caiano's most successful efforts; a decidedly more personal work than his other crime/thriller films of the period (such as Weapons of Death). Uniformly good performances (particularly Ferzetti as Fiorella's father) help overcome some of the rough edges, such as the usual hypocritical moralism so common in this kind of film. But since this is a giallo, Caiano doesn't spare the blood, nor gratutitous nudity: the murders are really nasty, with arterial blood spraying from an open jugular or (in Carla's demise) covering a naked body in rivulets. The sleazy subplot is exploited from the very beginning, with Ferzetti maniacally photographing his semi-nude daughter, and by the presence of an ill-fated voyeur. »
« A tutte... commence par des procédures policières détaillées et se concentre sur l'exposition des caractères plutôt que sur l'action. En conséquence, le résultat est l'un des efforts les plus réussis du réalisateur Caiano ; une œuvre résolument plus personnelle que ses autres films policiers/thrillers de l'époque (comme Assaut sur la ville). Des performances généralement bonnes (en particulier Ferzetti en tant que père de Fiorella) aident à surmonter certaines des aspérités, comme le moralisme hypocrite habituel si courant dans ce genre de film. Mais puisqu'il s'agit d'un giallo, Caiano n'épargne pas le sang, ni la nudité gratuite : les meurtres sont vraiment gores, avec du sang artériel jaillissant d'une jugulaire ouverte ou (dans la mort de Carla) recouvrant un corps nu de ruisselets. L'intrigue secondaire est exploitée dès le début, avec Ferzetti photographiant de manière maniaque sa fille à moitié nue, et par la présence d'un voyeur malheureux. »